# عبد الكريم لعيبي باهض
عبد الكريم لعبيي باهض وزير النفط العراقي السابق. محل الولادة بغداد - سنة 1959 ,متزوج ولدية ستة أبناء حاصل على بكالوريوس هندسة نفط/ كلية الهندسة جامعة بغداد سنة 1982.

## الاصلاح الأداري و المادي
في مارس عام 2016، كشف تقرير التحقيق نشر على هافينغتون بوست أن كريم اللعيبي كان جزءًا من عملية ازدهار النفط العراقي وقد كان له دور مهم في ذلك

## المنصب
1. ( 1982-1989 ) معاون مهندس / شركة نفط الجنوب
2. (1989-1993) مهندس/ شركة نفط الجنوب
3. (1993-1998) مهندس أقدم/ شركة مصافي الوسط
4. (1998-2004) رئيس مهندسين / وزارة النفط/ الدائرة الفنية
5. (2004-2006) مدير المواد الكيمياوية/ الدائرة الفنية
6. (2006-2007) معاون مدير عام الدائرة الفنية
7. (2007-2009) المفتش العام/وزارة النفط
8. (2009-2010) وكيل وزير النفط لشؤون الاستخراج
9. كانون الأول/2010 وزير النفط[3]